# Gingers dagbok
Gingers dagbok (engelska: As Told by Ginger) är en amerikansk animerad TV-serie som hade premiär på Nickelodeon i oktober 2000. Serien handlar främst om högstadieeleven Ginger Foutley som tillsammans med sina vänner kämpar för att komma in i skolans innegäng. Serien uppmärksammades för den starka handlingen, karaktärsutvecklingen och det faktum att karaktärerna oftast bytte kläder varje gång en ny dag kom, vilket är ovanligt i en tecknad serie.
TV-serien utspelar sig i den fiktiva staden "Sheltered Shrubs", belägen i Connecticut.

## Handling
Serien handlar främst om hur tonårstjejen Ginger Foutley och hennes tre vänner Darren Patterson, Dodie Bishop och Macie Lightfoot alla försöker att höja sin status från att vara skolans nördar till att tillhöra skolans innegäng. Som tur är för Ginger, så har skolans mest populära tjej, Courtney Gripling, ett gott öga för henne vilket gör att Courtney ofta inkluderar Ginger i hennes sociala aktiviteter. Dock så känner sig Courtneys bästa vän, Miranda Killgallen, ofta hotad av Ginger vilket gör att Miranda är villig att gå hur långt som helst för att inte Ginger ska ta hennes plats som Courtneys högra hand vilket ofta skapar stora problem för Ginger. Ginger brukar alltid dokumentera allting som händer i hennes liv i hennes dagbok. Ginger bor i ett hus med sin mamma och lillebror Carl. Carl umgås flitigt med Dodies lillebror Robert-Joseph ("Hoodsey") Bishop och de två hittar alltid på väldigt ovanliga saker att göra. Hennes mamma, Louis, finns alltid där för Ginger vad som än händer.

## Ledmotiv
Ledmotivet till serien ''I'm in Between'' skrevs av amerikanska rapparen Ray Raymond. I USA spelades låten först in av Melissa Disney, som gjorde rösten till Ginger, men ersattes innan premiär i originallandet USA av sångerskan Cree Summer. Den versionen av låten användes ända till mitten av första säsongen då ett tredje ledmotiv, den gången sjungen av R&B-sångerskan Macy Gray, skulle användas till seriens slut. För den brittiska versionen av serien användas de första två versionerna av Melissa Disney och Cree Summer för de första två säsongerna, medan säsong tre sjöngs av Macy Gray. Internationellt är Macy Grays version mest använd och känd.

## Seriens huvudkaraktärer
- Ginger Foutley
- Carl Foutley
- Lois Foutley
- Deirdre Hortense "Dodie" Bishop
- Macie Lightfoot
- Darren Patterson
- Robert Joseph "Hoodsey" Bishop
- Courtney Claire Gripling
- Miranda Killgallen
- Blake Sophia Gripling